# Peleteria nemochaetoides
Peleteria nemochaetoides là một loài ruồi trong họ Tachinidae.